# Souterrain von Kilvaxter

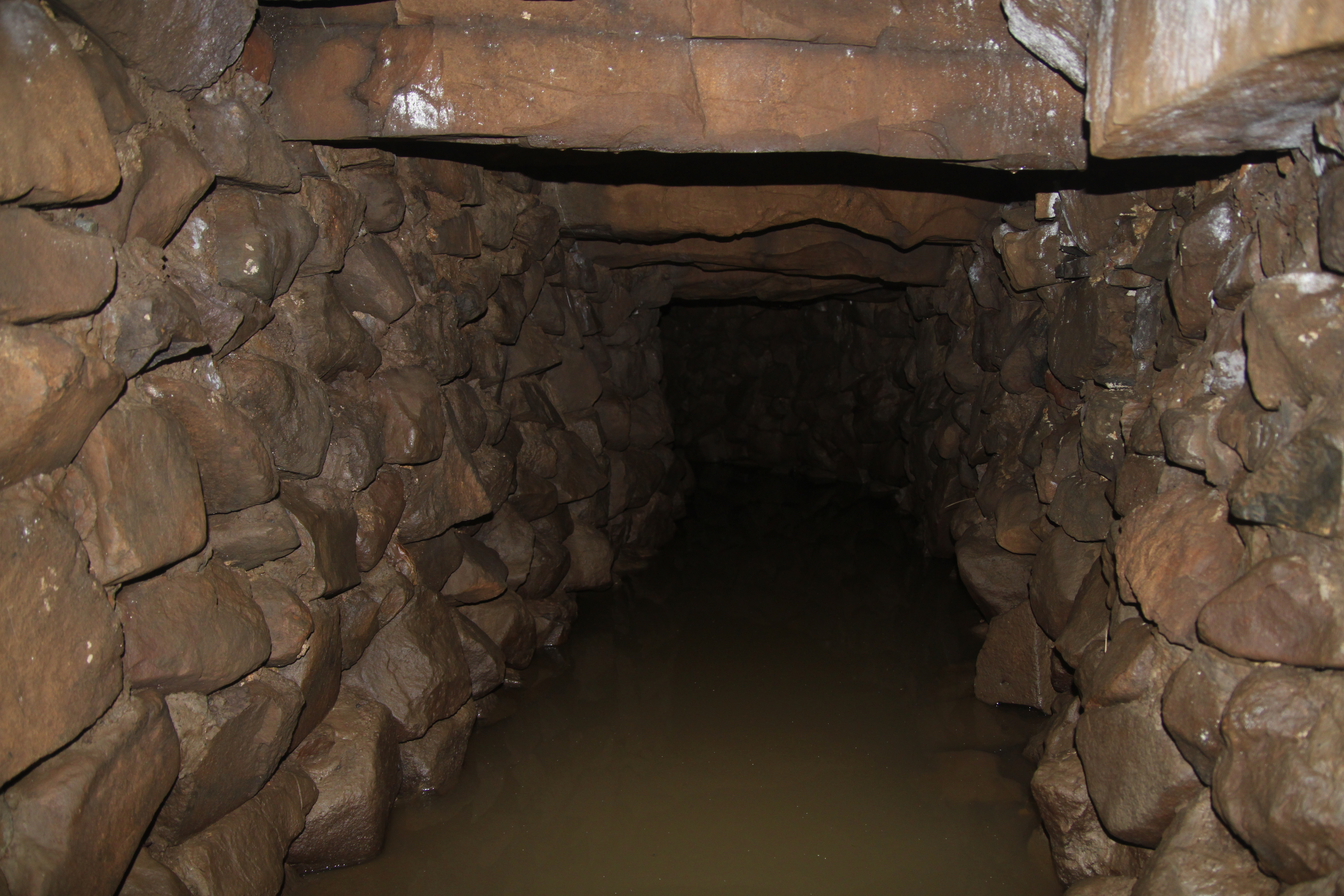
Das wassergefüllte Innere des Souterrains von Kilvaxter

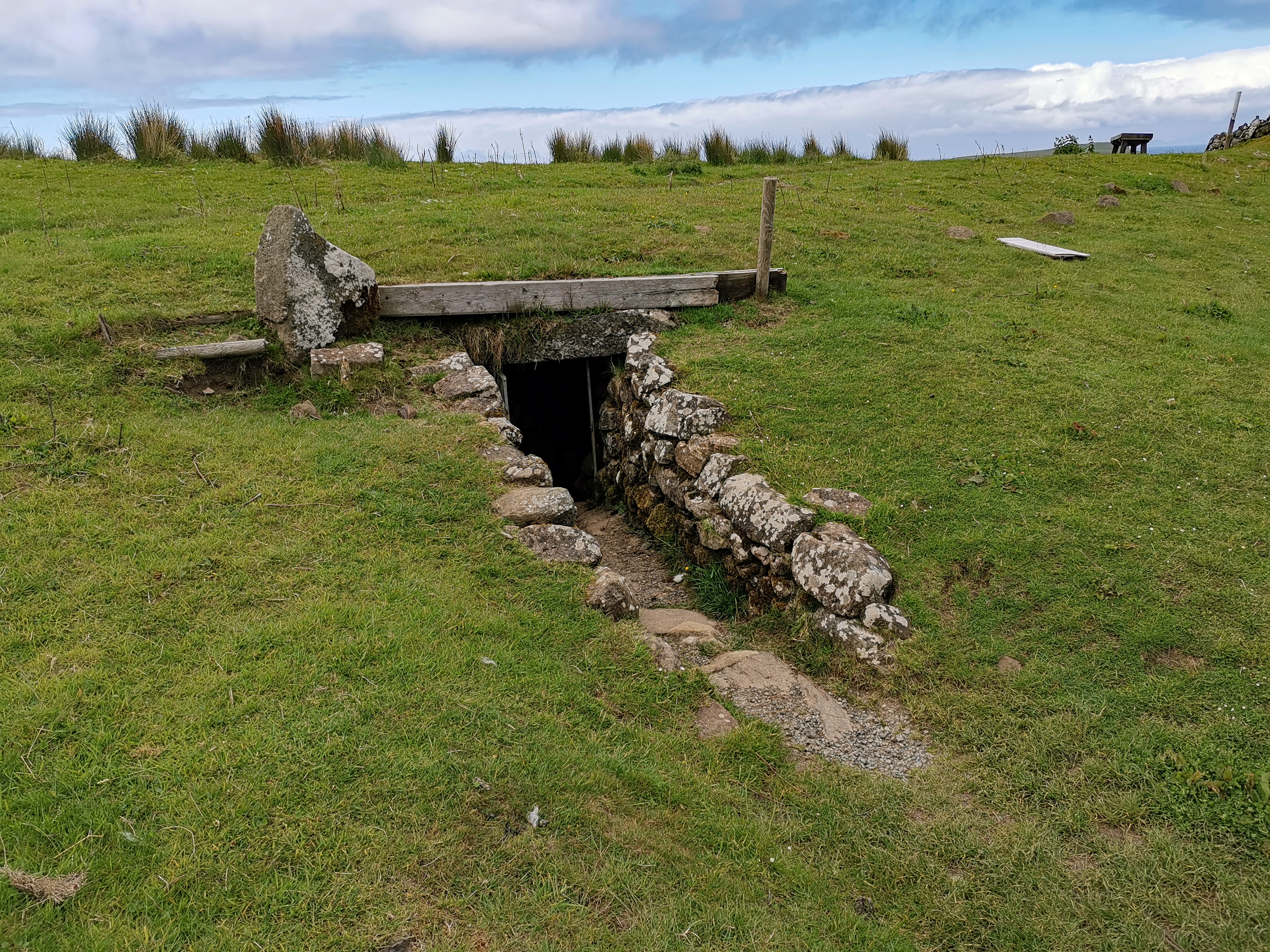
Eingang des Souterrains

Das Souterrain von Kilvaxter ist ein („stone built“) Souterrain auf der nach Norden gerichteten großen Halbinsel Trotternish auf der Insel Skye in Schottland. Bei Souterrains wird zwischen „earth-cut“, „rock-cut“, „mixed“, „stone built“ und „wooden“ Souterrains unterschieden. Es liegt in der kleinen Croftersiedlung von Kilvaxter, etwa 2,5 km südlich des Skye Museum of Island Life bei Kilmuir.
Souterrains kommen in der Regel im Zusammenhang mit eisenzeitlichen Strukturen vor. Mehr als 500 wurden in Schottland lokalisiert. Etwa 20 davon liegen auf Skye.
Das Souterrain von Kilvaxter wurde entdeckt, als im Jahre 2000 einer der Deckensteine einbrach. Es wurde unter der Kontrolle von Archäologen ausgegraben und der Öffentlichkeit zugänglich gemacht. Gleichzeitig wurden die Reste eines eisenzeitlichen Gebäudes ausgegraben, das mit dem Souterrain im Zusammenhang stand. Die Untergrundstruktur (Souterrain) ist etwa 17,0 m lang und hat die Form in einer flachen S-Kurve. Der Gang ist nur 0,75 m breit und hat eine maximale Höhe von 1,5 m. Nach heftigen Regenfällen kann es sehr nass sein, so dass die Nutzungsmöglichkeiten eingeschränkt sind.
Weitere Souterrains auf Skye:
- Allt na Cille
- Souterrain im Glen Bracadale
- Claigan
- Souterrain Glen Tungadal
- Knock Ullinish
- Tigh Talamhain